# Казащина
Казащина — поселок в Унечском районе Брянской области в составе Найтоповичского сельского поселения.

## География
Находится в центральной части Брянской области на расстоянии приблизительно 6 км на юг по прямой от районного центра города Унеча.

## История
Упоминался с 1920-х годов. В середине XX века работал колхоз «Первое Мая». На карте 1941 года отмечен как Казакщина.

## Население
Численность населения: 45 человек (русские 96 %) в 2002 году, 48 в 2010.